# Avrilly (Eure)
Pour les articles homonymes, voir Avrilly.
Avrilly est une ancienne commune française, située dans le département de l'Eure en région Normandie, devenue le 1er janvier 2016 une commune déléguée au sein de la commune nouvelle de Chambois.

## Géographie

### Localisation
Avrilly est une commune du sud-est du département de l'Eure, localisée entre Évreux et Damville. Elle appartient à la région naturelle de la campagne de Saint-André, laquelle se caractérise par de grandes étendues planes très largement vouées aux grandes cultures (openfield). Ainsi, sur le territoire de la commune d'Avrilly, seule la frange ouest présente de larges parcelles boisées, le reste étant consacré à la culture. À vol d'oiseau, la commune est à 8 km au nord-est de Damville, à 10,5 km au sud d'Évreux, à 27,5 km au nord-ouest de Dreux et à 57 km au sud de Rouen.
| Le Plessis-Grohan                                         | Le Plessis-Grohan                         | Grossœuvre |
| Le Plessis-Grohan                                         | Avrilly                                   | Grossœuvre |
| Sylvains-lès-Moulins (comm. dél. de Sylvains-les-Moulins) | Thomer-la-Sôgne (comm. nouv. de Chambois) |            |

## Toponymie
Le nom de la localité est attesté sous les formes Avrilleium en 1067 (L. P.), Avrily vers 1129 (charte de Guillaume comte d’Évreux), Aprilaium vers 1160 (charte de Simon, comte d’Évreux), Avriliey vers 1175 (L. P.), Apriliacus en 1199 (Guillaume de Nangis), Aprileyum en 1277 (charte de Philippe le Hardi), Apriliacum en 1557 (Robert Cœnalis), Avrilli-Grohan en 1828 (Louis Du Bois).
Certainement d’un nom latinisé Aprilius et du suffixe -acum[réf. nécessaire].

## Histoire
Au Moyen Âge, le château fort d'Avrilly passait pour être l’un des plus importants de la contrée. Au milieu du XVe siècle, la ville était encore le siège d'une baronnie du bailliage d'Évreux,.
1943 - Le 3 septembre 1943 a lieu le crash d'un B-17 Fortress.
1944 - Le 12 juin 1944 a lieu le crash d'un P-47 Thunderbolt au sud d'Avrilly, abattu en combat aérien.

## Politique et administration
| Période                                  | Période    | Identité       | Étiquette | Qualité              |
| ---------------------------------------- | ---------- | -------------- | --------- | -------------------- |
| Les données manquantes sont à compléter. |            |                |           |                      |
| mars 2001                                | 31/12/2016 | Francis Flamen | SE        | agriculteur retraité |

## Démographie
L'évolution du nombre d'habitants est connue à travers les recensements de la population effectués dans la commune depuis 1793. À partir du 1er janvier 2009, les populations légales des communes sont publiées annuellement dans le cadre d'un recensement qui repose désormais sur une collecte d'information annuelle, concernant successivement tous les territoires communaux au cours d'une période de cinq ans. 
Pour les communes de moins de 10 000 habitants, une enquête de recensement portant sur toute la population est réalisée tous les cinq ans, les populations légales des années intermédiaires étant quant à elles estimées par interpolation ou extrapolation. Pour la commune, le premier recensement exhaustif entrant dans le cadre du nouveau dispositif a été réalisé en 2005,.
En 2014, la commune comptait 1 318 habitants, en évolution de +213,81 % par rapport à 2009 (Eure : +2,66 %, France hors Mayotte : +2,49 %).
| 1793 | 1800 | 1806 | 1821 | 1831 | 1836 | 1841 | 1846 | 1851 |
| ---- | ---- | ---- | ---- | ---- | ---- | ---- | ---- | ---- |
| 185  | 155  | 179  | 183  | 171  | 187  | 188  | 192  | 199  |

| 1856 | 1861 | 1866 | 1872 | 1876 | 1881 | 1886 | 1891 | 1896 |
| ---- | ---- | ---- | ---- | ---- | ---- | ---- | ---- | ---- |
| 176  | 185  | 165  | 156  | 163  | 151  | 154  | 176  | 177  |

| 1901 | 1906 | 1911 | 1921 | 1926 | 1931 | 1936 | 1946 | 1954 |
| ---- | ---- | ---- | ---- | ---- | ---- | ---- | ---- | ---- |
| 183  | 184  | 180  | 176  | 152  | 148  | 147  | 190  | 168  |

| 1962 | 1968 | 1975 | 1982 | 1990 | 1999 | 2005 | 2010 | 2014  |
| ---- | ---- | ---- | ---- | ---- | ---- | ---- | ---- | ----- |
| 177  | 155  | 267  | 312  | 326  | 323  | 346  | 442  | 1 318 |

## Culture locale et patrimoine

### Lieux et monuments
- Ruines du château d'Avrilly des XIIe – XIIIe siècles.

### Personnalités liées à la commune
- Foucault III dit Foulques du Merle, seigneur d'Avrilly, baron du Merle, Messei et Gacé, capitaine de Falaise, époux d'Alix fille du maréchal de La Ferté-Frênel, combat les Anglais qui le font prisonnier à Fougères en 1353.
- Alphonse-Georges Poulain (1875 à Avrilly-1966), archéologue.

### Patrimoine naturel
La forêt d'Évreux (dont une partie se trouve comprise sur le territoire de la commune), est en zone naturelle d'intérêt écologique, faunistique et floristique.